# Despre libertate

Despre libertate este o lucrare filozofică a filozofului britanic John Stuart Mill, intenționată a fi un scurt eseu.

## Rezumat
Lucrarea, publicată în 1859, descrie convingerile etice ale lui Mill care crede într-un sistem în care pe primul loc se află utilitatea, atât a individului cât și a statului. În această carte el încearcă să stabilească standardele relației dintre autoritate și libertate. Mill crede în puterea individului și a ideilor lui și este un mare susținător al dreptului la liberă exprimare. El critică încercările de susținere a puterii individului din trecut, deoarece ideologia democratică a dus la o tiranie a majorității. Printre standardele stabilite în cartea sa, se număra cele 3 libertăți de bază ale individului, 3 obiecții asupra modului de intervenție a guvernului și 2 maxime în legătură cu relația individului cu societatea (care împreună formează întreaga doctrină a cărții lui Mill). 

## Critici și aprecieri
Această carte a fost atât apreciată, cât și criticată, pentru modul vag de prezentare a ideilor, dar și pentru discontinuitatea pentru care susține utilitarismul, un concept care se bazează pe utilitatea individului pentru societatea din care face parte. Pe de altă parte, această carte reprezintă baza liberalismului modern. Până în zilele noastre, o copie a acestei cărți este transmisă președintelui Partidului Democrat Liberal Britanic, ca simbol al funcției. 
Deși autorul este un susținător al libertăților cetățenești și al modului de conducere de către populație, și nu de către un conducător, acesta este de asemenea și un critic la adresa democrației clasice deoarece,spune el, de multe ori politicienii nu sunt din aceeași categorie socială cu cei pe care îi reprezintă, astfel ideile lor nu sunt susținute în mod corect la nivel instituțional. Altă frică a lui Mill, privind democrația clasică, este tirania majorității, adică atât timp cât există o majoritate care dorește un lucru, cei aflați în minoritate sunt complet ignorați și ideile lor rămân nesusținute.